# Ivan Nepliouïev
Ivan Ivanovitch Nepliouïev (en russe : Иван Иванович Неплюев) est un diplomate et administrateur russe, né le 15 novembre 1693 et mort le 22 novembre 1773. Il fut notamment au service de Pierre le Grand et de Catherine II.

## Biographie
Nepliouïev naquit dans une famille de la noblesse pauvre à Poddoubié, près de Novgorod. Il étudia à l'école locale de mathématiques à partir de 1714, puis à l'Académie navale de Pétersbourg et poursuivit sa formation dans les marines de Venise et d'Espagne. Il retourna en Russie en 1720 et gagna les éloges de Pierre Ier pour ses connaissances et son esprit. On lui demanda de superviser les quais de Saint-Pétersbourg.
En 1721, le tsar envoya Nepliouïev à Constantinople comme son représentant secret et il y resta jusqu'en 1734. Il prit part au congrès avorté de Nemirov en 1737 — pour tenter de mettre fin à la guerre russo-turque de 1735-1739 — et aux négociations qui aboutirent finalement au Traité de paix de Belgrade de 1739. Mais lorsqu'Élisabeth Ire monta sur le trône, en 1741, Nepliouïev fut accusé d'irrégularités et tomba en disgrâce, comme de nombreux dignitaires de l'ancien tsar.
Nepliouïev fut pardonné en 1742 et nommé gouverneur du nouveau kraï d'Orenbourg. Pendant les seize années de son administration, la ville d'Orenbourg s'établit à son emplacement actuel et quelque 70 ouvrages furent construits le long des rivières Samara, Tobol et d'autres cours d'eau. Nepliouïev créa 13 fonderies de fer et 28 usines de cuivre. Il s'engagea à briser les résistances cosaques, dues notamment à la spoliation du cours supérieur du fleuve Oural, très poissonneux, par la fondation de la ville; il s'appuie pour ce faire sur les majors (starchiny), c'est-à-dire les cosaques les plus importants qui entretiennent des relations avec les autorités locales; de même, il réussit à soumettre des Bachkirs, qui s'étaient révoltés sous la conduite de Batarma Aleïev.
En 1760, Nepliouïev fut rappelé à Saint-Pétersbourg et nommé sénateur. Catherine II, qui appréciait son expérience et sa compétence, lui laissait l'administration de la capitale lorsqu'elle voyageait dans d'autres régions du pays. Il resta chargé du gouvernement de Saint-Pétersbourg pendant deux ans, (1762-1764) avant de se retirer à Poddoubié.
Ses mémoires ont été publiés après sa mort. Sa statue peut être vue à Troïtsk (oblast de Tcheliabinsk), la ville qu'il a fondée.

## Source
- Cet article est une adaptation de l'article de Wikipedia en anglais, dont la source est l'Encyclopédie Brockhaus et Efron (en russe : Энциклопедический словарь Брокгауза и Ефрона) (1906).